# Роден дом на Фредерик Шопен
Родният дом на Фридерик Шопен (на полски Dom Urodzenia Fryderyka Chopina) днес е биографичен музей на Фридерик Шопен в Желязова Воля. Музеят включва дом (на полски oficyna), наричан още имение (на полски dworek) и парк с площ 7 хектара, намиращ се край река Утрата. Домът, както и паркът са клон на Музея на Фридерик Шопен във Варшава, управлявани от Националния институт „Фридерик Шопен“.

## История на Желязова Воля
Желязова Воля се споменава за пръв път в градските архиви от 1579 г., в които се посочва името на собствениците ѝ – Миколай и Пьотър Желязо. В края на XVIII в. неин собственик е Пьотър Лушчевски, а по-късно става притежание на семейство Папроцки. По онова време жилищните сгради са 9 на брой.

В края на XVIII и началото на XIX в. обеднялото семейство на граф Скарбек купува селото от сем. Папроцки. Кацпер и Людвик Скарбек заживяват в двете жилищни сгради на имението. Гувернант на децата им е Миколай Шопен, който през 1806 г. се жени за Юстина Кшижановска, роднина на собствениците, която се грижи за управлението на имението. Трите им дъщери– по-голямата Людвика Марианна, както и двете по-малки, Юстина Изабела и Емилия – се раждат във Варшава.

На 1 март (или 22 февруари) 1810 г. в селото се ражда второто дете на семейство Шопен – Фридерик. Той не остава дълго в Желязова Воля, тъй като още през есента семейството се премества във Варшава, но младият Фридерик посещава семейство Скарбек през ваканциите и на различни семейни празници. През 1812 г. имението на Скарбек е опожарено, но двете жилищни сгради оцеляват.

По време на посещенията на композитора пианото е било изнасяно в градината, където Фридерик прави концерти под липите. Събралите се гости и семейството не са единствените му слушатели – звуците на пианото привличат жителите на близките села (това си спомня Антони Кришяк, селянин от Желязова Воля, връстник на Фридерик Шопен). През лятото на 1830 г. Фридерик Шопен пристига в Желязова Воля, където цялото семейство Шопен прекарва лятната си почивка. Това е последното посещение на композитора в Желязова Воля.

През 1834 г. Михал Скарбек се самоубива, а семейството му продава Желязова Воля на семейство Шуберт. През 1840 г. Желязова Воля е наследена от барон Еугехарт, а малко по-късно от семейство Пешел. Поредният собственик през периода 1859 – 1879 г. е Адам Товянски. Наследството му включва няколко имения в съседните села. В самата Желязова Воля има 11 зидани сгради, 12 дървени постройки и воденица. От 1879 г. имението преминава в ръцете на Александер Павловски, който превръща мястото, където се е родил Шопен в стопански склад.

През 1894 г. по инициатива на руския композитор Милий Балакирев в парка на имението е открит паметник на Фридерик Шопен, създаден по проект на Бронислав Жоховски с медальон по проект на Ян Войдига. По време на Първата световна война е опожарена дясната жилищна сграда на имението. През 1918 г. Желязова Воля е разделена на парцели, поделени между селяните от околността.

През 1928 г. варшавското Дружество на приятелите на дома на Шопен и Шопеновият комитет от Сохачев купуват от Рох Шиманяк (собственик на терена от 1918 г.) оцелялата жилищна сграда и 3 хектара земя около нея за цена 40 000 злоти.

По време на Втората световна война в имението се разполагат немски войници. В края на войната там е оборудвана болница. По време на войната изчезват много ценни предмети, сред които концертно пиано „Плейел"“ и две кресла, принадлежали на Шопен.

## История на музея
През 1926 г. са създадени две организации, чиято цел е да откупят Желязова Воля от частни ръце: варшавското Дружество на приятелите на дома на Шопен и Шопеновият комитет от Сохачев. След двугодишни усилия те успяват да реализират това свое намерение. През 1931 г. комитетът за изграждане на дома на Шопен започва ремонт на сградата по проект на архитект Юлиан Жаковски. През тридесетте години е завършен интериора, включващ обзавеждане с мебели от XIX век по проект на Лех Немоевски. На 17 октомври 1931 г. се провежда символично откриване на имението. Обектът е отворен за посещения през юни 1939 г.

След разрушенията от Втората световна война отново се налага реставрация на имението. Проектът за реконструкция, разработен през 1948 г. е на проф. Мечислав Кужма. Поредни реставрации са реализирани през 1958 и 1968 г.
През 1951 г. имението и паркът към него са предоставени на Националния музей, а от 1953 г. обектът преминава под грижите на Сдружение „Фридрик Шопен“ във Варшава. Понастоящем е клон на Музея на Фридерик Шопен в Националния институт „Фридерик Шопен“. Всяка година Желязова Воля е посещавана от около 200 000 гости от страната и чужбина.

Съгласно чл. 2 от Закона за защита на наследството на Фридерик Шопен от дата 3 февруари 2001 г., имението в Желязова Воля и паркът, в който то се намира са признати за национално културно наследство и подлежат на специална защита.

## Архитектура на сградата
Днешният дом в Желязова Воля е построен 1800 г. и е една от двете (лявата) жилищни сгради в имението на Кацпер и Людвик Скарбек. В този дом се настаняват родители на Шопен след като сключват брак през 1806 г. По това време сградата представлява малка зидана постройка с висок стръмен покрив, с големи прозорци, с две мансарди, без веранди. Вътре са били разположени седем белосани с вар стаи.

По време на Наполеоновите войни през 1812 г. имението е опожарено, като оцеляват единствено двете жилищни. До 1834 г. в дясната сграда живеят собствениците. След като през шестдесетте години на XIX век имението става собственост на Адам Товянски е извършен ремонт на сградата, при който е променен първоначалният ѝ вид (тогава е достроена и верандата). Поредният собственик – Александер Павловски превръща мястото в стопански склад. По време на Първата световна война дясната жилищна постройка е опожарена.

Днес домът представлява едноетажна правоъгълна сграда. Фронталната ѝ част има веранда с две колони с триъгълен фронтон. Стаите са разпределени в две части, таваните са с греди, а покривът е покрит с тъмни керемиди. В горната част на стените, над прозорците има профилирани корнизи.

## Стаите
- Стаята с камината – някогашна кухня
- Стаята на бащата – музикален салон
- Трапезария
- Стаята на майката – мястото, където е роден Фридерик Шопен
- Детската стая
- Интериорът има символичен характер, тъй като не е известно какво е било действителното разположение на стаите по времето на Шопен.

## Експозиция
Постоянната експозиция включва интериор на скромното имение от XIX-век, пресъздаващ атмосферата на семейния дом на композитора и биографична експозиция, посветена на Фридерик Шопен. Домът, в който бедният учител Миколай Шопен е живял със съпругата си е бил обзаведен скромно.

В шестте стаи са събрани предмети от епохата, но до наши дни всъщност не са се запазили автентични мебели, инструменти или картини от дома на Шопен. В музикалния салон е поставено съвременно концертно пиано, а останалите две пиана са съответно в: стаята на майката (пиано от XIX век, създадено във фабриката на Ф. Лешчински) и в детската стая (вертикално пиано в ренесансов стил). Освен инструментите, мебелите в класически стил и кахлената печка от началото на XIX век, вниманието на посетителите привличат и таваните с греди, украсени с флорални мотиви.

Върху белосаните стени са окачени картини с портрети на членовете на семейство Шопен (копия на маслени портрети на Амброжи Мерошевски, рисувани през двайсетте години на XIX век, репродукции на портрети на Фредерик от Мария Воджинска и Елиза Радживилувна), както и изгледи от Варшава. Ценно допълнение към експозицията са факсимилетата на документи: актът за сключен брак на родителите, удостоверението за раждане и кръщелното свидетелство на Фредерик Шопен, както и музикални ръкописи, рисунки и писма.

## Парк
Паркът е създаден през XVIII век, а по-късно през 1871 е реконструиран по проект на Камил Жаме. След като през 1918 г. имението е поделено на парцели и разпределено между селяните, паркът е почти разрушен, тъй като се изсичат дърветата в него.

През 1928 г. теренът от три хектара и жилищната сграда, разположена в него, са купени, а през 1932 г. Рох Шиманяк купува още три хектара земя към имота. Проектът за възобновяване на парка е разработен от проф. Франчишек Кшивда-Полковски, създател на полската школа в градинската ландшафтна архитектура. Възобновяването на парка се извършва в периода 1932 – 1937 г.

В разположения край река Утрата парк могат да бъдат видени около 10 000 вида дървета, храсти, многогодишни и луковични растения, не само от характерните за страната, но от различни части на света. Тук растат: върби, кленове, дъбове, тополи, американски борове, калифорнийски ели, дървета и храсти от Япония и Китай. На територията на парка могат да бъдат видени и много скулптури с образа на Шопен. Широката централна алея води от входа на парка до дома на Шопен, около който растат кестенови дървета. На това място младият Фридерик е свирел на изнасяното от салона пиано, когато идвал на посещения в Желязова Воля.

## Концерти
От 1959 г. в Желязова Воля идват музиканти от цял свят, както и участници от Международния конкурс за пиано „Фридерик Шопен“, за да изпълнят произведения на композитора на мястото, където се е родил. От май до края на септември всяка неделя в 12.00 и в 15.00 часа в парка могат да бъдат слушани концерти на Шопен. Освен това всяка събота през юли и август в 11.00 в Желязова Воля концертират млади пианисти в рамките на цикъла „Младежка сцена“.

Освен тези публични концерти, в родното място на Шопен се организират и концерти по поръчка на туристически агенции или на частни лица, много често изпълнявани вечер на светлината на запалени свещи.

На музиката на композитора може да се наслади всеки посетител, тъй като записи на произведенията му звучат нежно в целия парк.